# 원성진 (1956년)
원성진(元聖震, 1956년 3월 29일 ~ )은 대한민국의 영화 감독이자 배우이다.

## 영화 작품

### 감독
- 1991년 《메리 제인》 마르시아 데미안, 전호진, 전무송 - 감독
- 1995년 《48+1》 김명곤, 박상민, 전무송 - 감독/각본
- 1997년 《표류일기》 이나리, 전무송, 이영하, 선우은숙 - 감독

### 출연
- 1996년 《7악동》 ... 허풍달 역
- 1997년 《똑바로 살아라》... 꽁지머리 원장 역
- 1997년 《일팔일팔》... 에로 감독 역

## 수상
- 1995년 제6회 이천 춘사대상영화제 기획제작상
- 1995년 제6회 이천 춘사대상영화제 신인감독상
- 1997년 제2회 서울국제가족영화제 우수상
- 1997년 제2회 서울국제가족영화제 신인감독상